# Bourse ansérine
La bourse ansérine (ou bourse de la patte d'oie ou bourse séreuse des tendons de la patte d'oie) est des bourses synoviales du membre inférieur située au dessous du genou.

## Description
La bourse ansérine est une bourse synoviale sépare la face médiale du tibia et le ligament collatéral tibial de l'articulation du genou de la face profonde des tendons des muscles gracile et semi-tendineux.